# Eliel Saarinen
Gottlieb Eliel Saarinen (ur. 20 sierpnia 1873 w Rantasalmi, zm. 1 lipca 1950 w Bloomfield Hills w stanie Michigan) – fiński architekt secesji i modernizmu.
W 1922 Saarinen zaprojektował banknoty marki fińskiej.
W 1923 po uzyskaniu drugiego miejsca w międzynarodowym konkursie na siedzibę Chicago Herald Tribune Eliel Saarinen wraz z synem Eero przeniósł się do Stanów Zjednoczonych. Mimo że jego projekt nie został zrealizowany, bardzo zbliżony budynek powstał w 1929 jako Gulf Building w Houston. Saarinen działał w Michigan. Jego projektu jest budynek Cranbrook Academy of Art, szkoły, której został pierwszym rektorem. Wśród studentów Eliela Saarinena byli m.in. Charles Eames jr. i Ray Kaiser.

## Główne dzieła

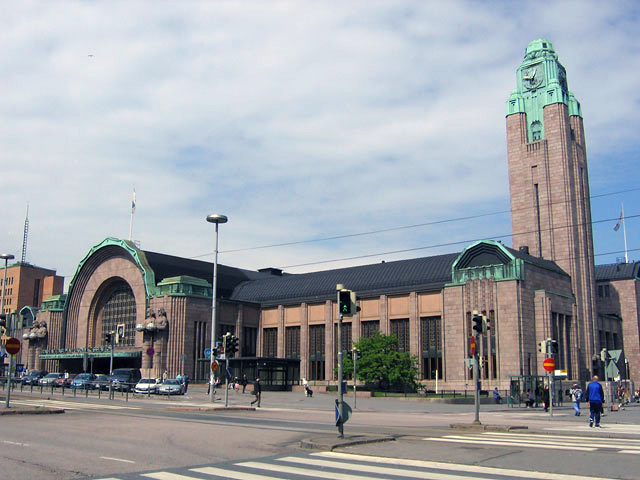
E. Saarinen: Dworzec kolejowy w Helsinkach

- pawilon na Wystawie Światowej w Paryżu, 1900
- Fińskie Muzeum Narodowe w Helsinkach, 1902–1911
- dworzec kolejowy w Helsinkach, 1904–1911
- dworzec kolejowy w Wyborgu, 1904-1913
- Pierwszy Kościół Chrześcijański w Columbus w stanie Indiana
- Kleinhans Music Hall w Buffalo w stanie Nowy Jork (z Eero Saarinenem)
- główne skrzydło Des Moines Art Center w Des Moines w stanie Iowa, 1945–1948
- budynek Cranbrook Academy of Art w Educational Community w Bloomfield Hills w stanie Michigan
- kościół luterański w Minneapolis, 1949
- Fenton Community Center w Fenton w stanie Michigan

## Źródła
- Jonathan Glancey Architecture, Metro Books New York 2010, ISBN 978-1-4351-2123-2